# Iglesia de San Martín de Tours (Aldeamayor de San Martín)
La iglesia de San Martín de Tours es un templo católico ubicado en la localidad de Aldeamayor de San Martín, provincia de Valladolid, Castilla y León, España.

## Descripción
Dedicada a San Martín de Tours, es un edificio de dos naves, construido en piedra de las canteras de tierra de Cuéllar.
En su construcción se distinguen varias etapas y distintos estilos arquitectónicos. A finales del siglo XV se construyeron la cabecera y la capilla contigua, de Santa Catalina, fundada en 1497 por el bachiller Juan Fernández, cura del municipio y arcipreste de Fuentidueña.
Durante la segunda mitad del siglo XVI se empezaron a realizar las obras de la segunda etapa, bastante despacio, hasta el punto que a comienzos del siglo XVII todavía se estaban construyendo las naves. La nave central (principal) consta de unos 14 metros de altura. Durante este periodo trabajaron en su construcción varios maestros, documentándose en 1598 varios pagos a Francisco del Bado; en 1610, el maestro cantero Pedro de la Vega reemplaza a de los Corrales. 
En una tercera etapa se llevó a cabo la construcción de la torre, una majestuosa estructura de 32 metros de altura a los que hay que añadir 2 metros de la cúpula con la que finaliza (un total de unos 34 metros, la más alta de la zona y una de las más altas de los pueblos de la provincia) . Levantada en el último tramo de la nave de la Epístola. Consta de dos cuerpos sobre zócalo; el primer cuerpo es liso y en el segundo se abren arcos de medio punto en los frentes. Está rematada con antepechos abalaustrados y pináculos. En uno de sus pretiles está inscrito el año 1566 como fecha de conclusión. Según la información de los libros de fábrica de esta iglesia, la torre es obra del cantero Diego de Cubillas a quien se nombra repetidas veces "maestro de la torre". Cubillas murió antes de recibir todos los pagos y fue su yerno y heredero, el cantero Lope de Matienzo quien se encargó cobrar el total.
Ya en el siglo XVII, dentro del estilo purista postherreriano, trabajó en la obra Diego de Praves, encargado de examinar el proyecto, y dar trazas y condiciones para su conclusión. Más tarde, en 1636, se terminó de construir la portada, abierta con arco sencillo, encuadrado por pilastras y entablamento, sobre el que se colocó una hornacina que alberga una imagen de piedra de San Martín Obispo, labrada en 1736.
La iglesia tiene coro alto a los pies con un órgano rococó de madera sin pintar, del siglo XVIII.

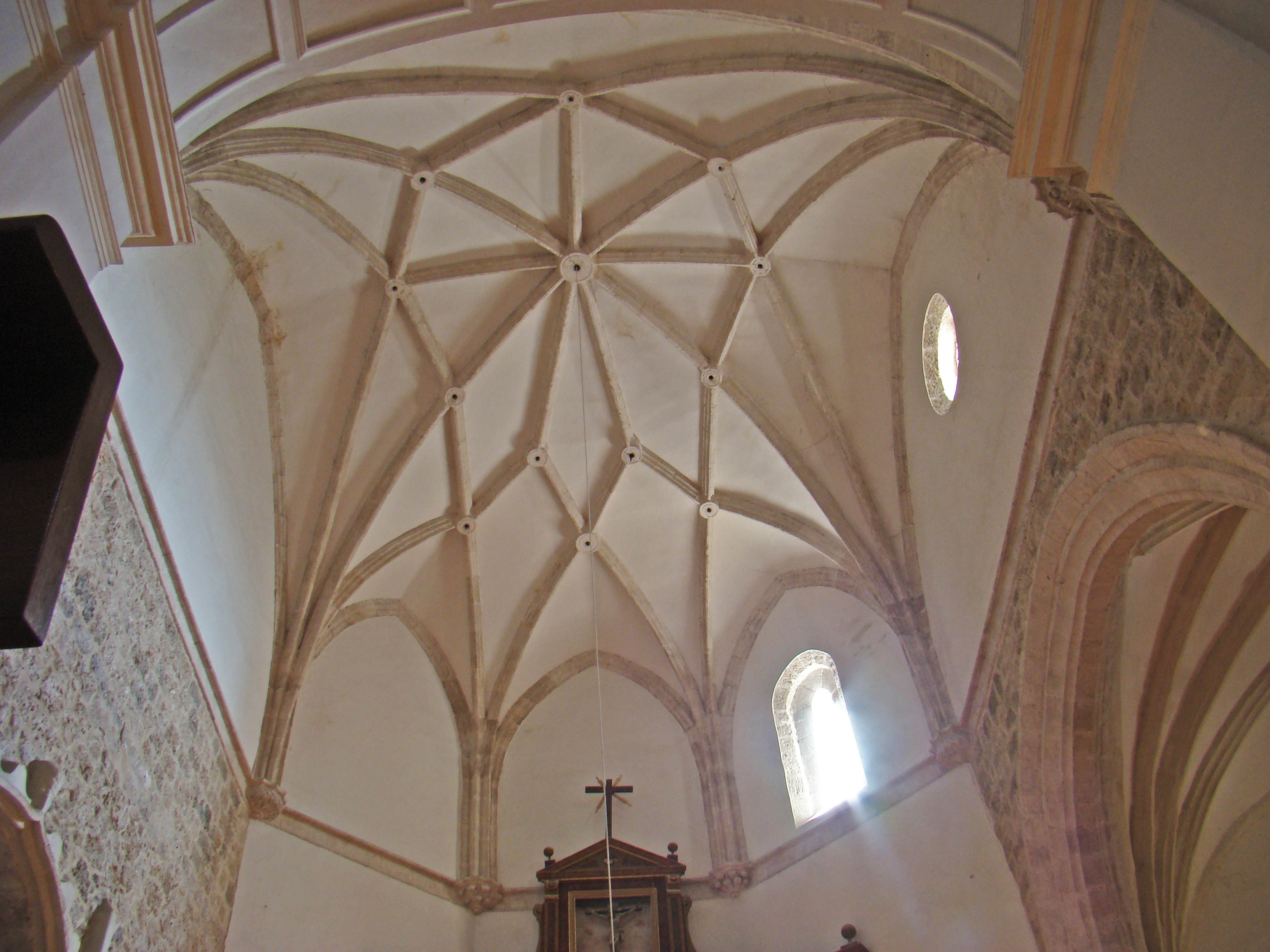
Bóvedas de crucería.
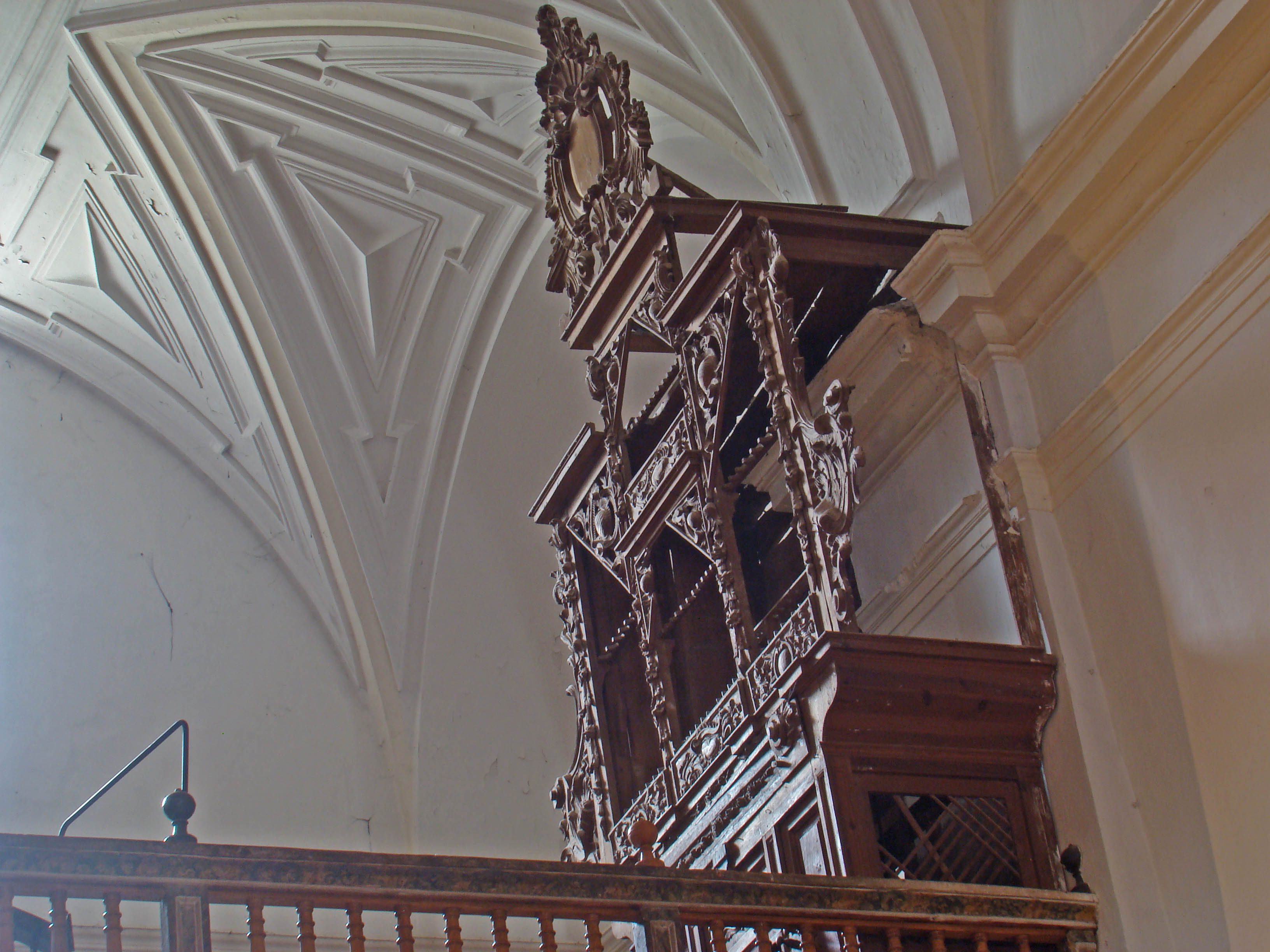
Órgano barroco del siglo XVIII en madera sin pintar.
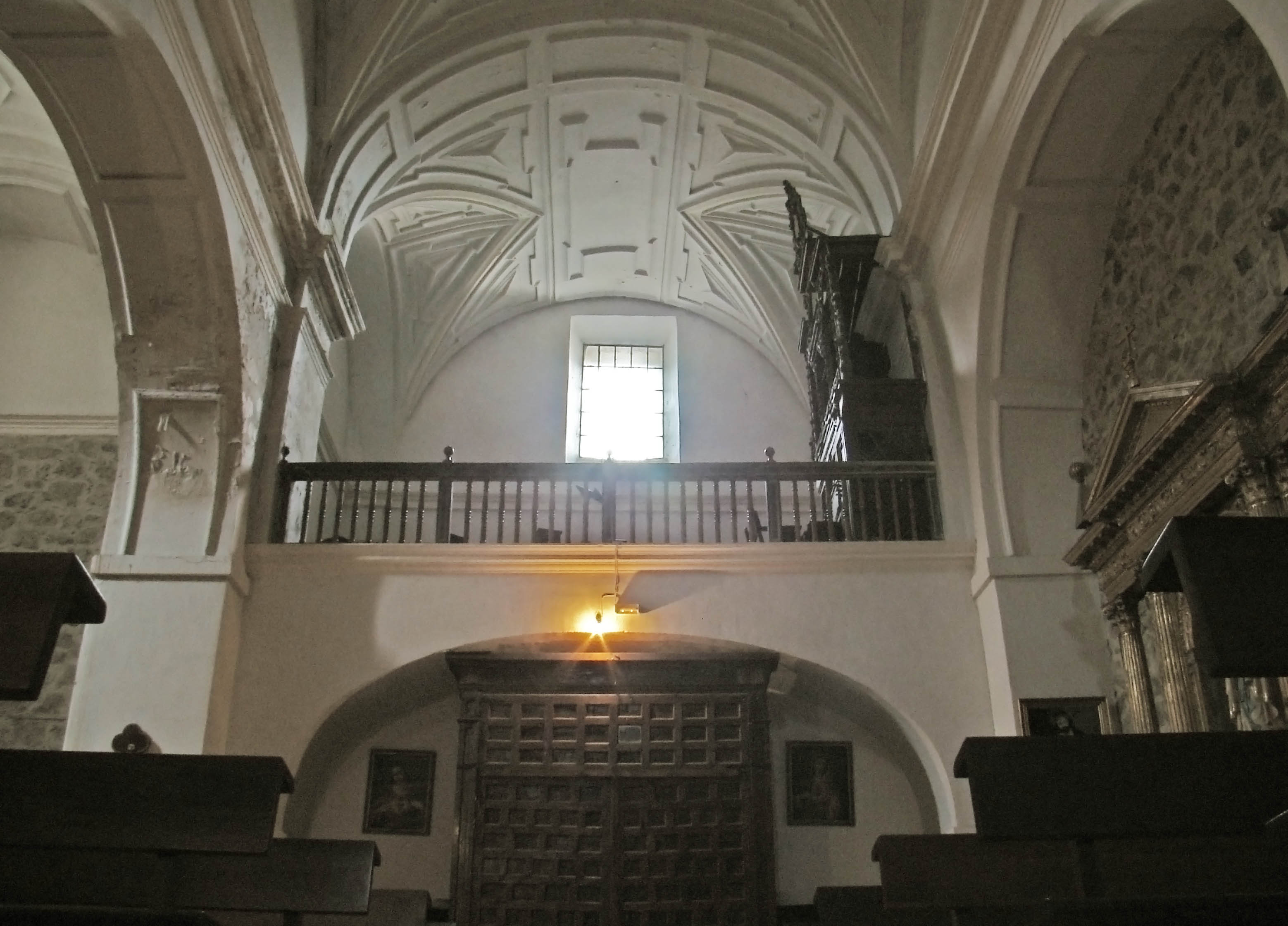
Coro alto a los pies.
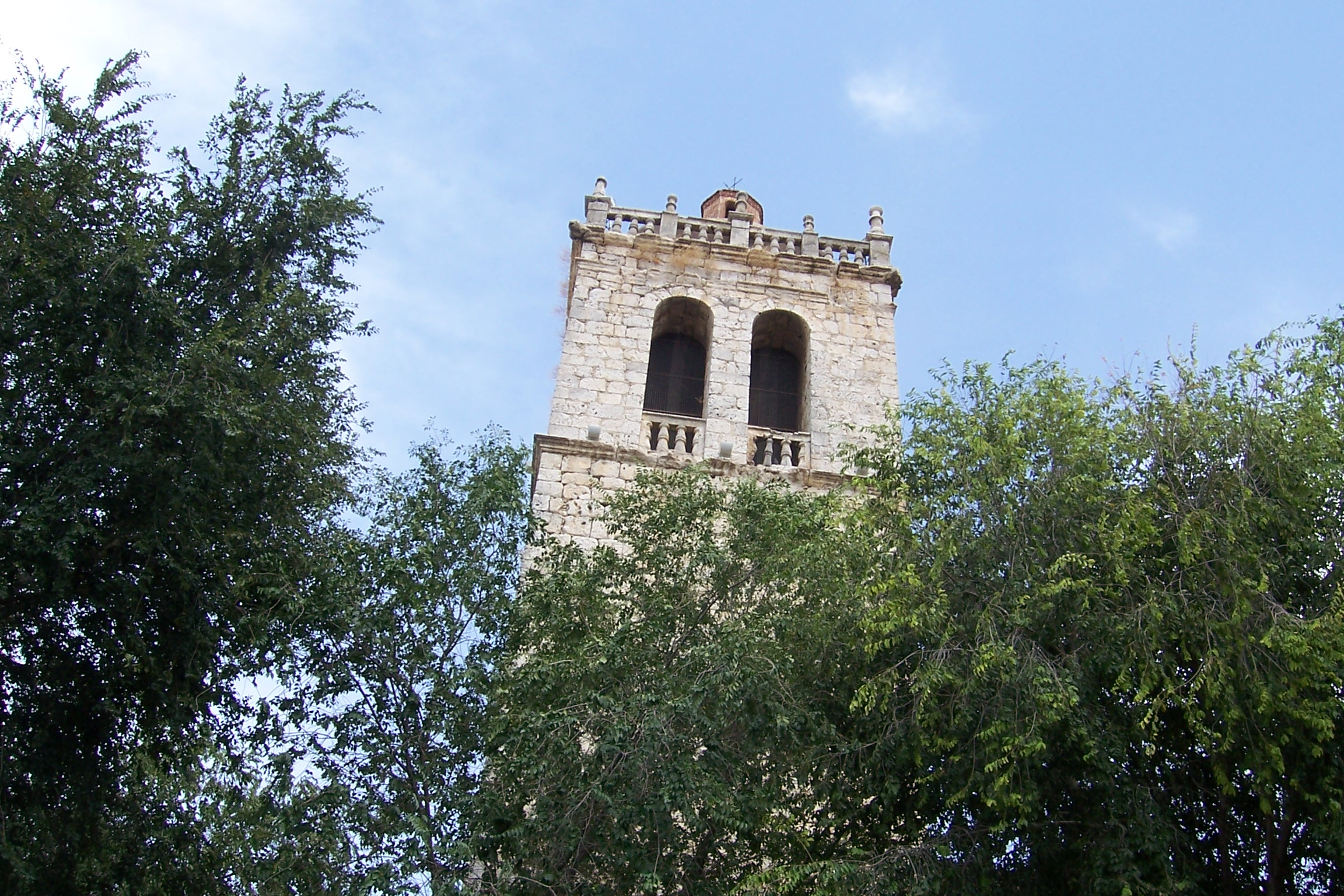
Torre de la iglesia.

## Presbiterio

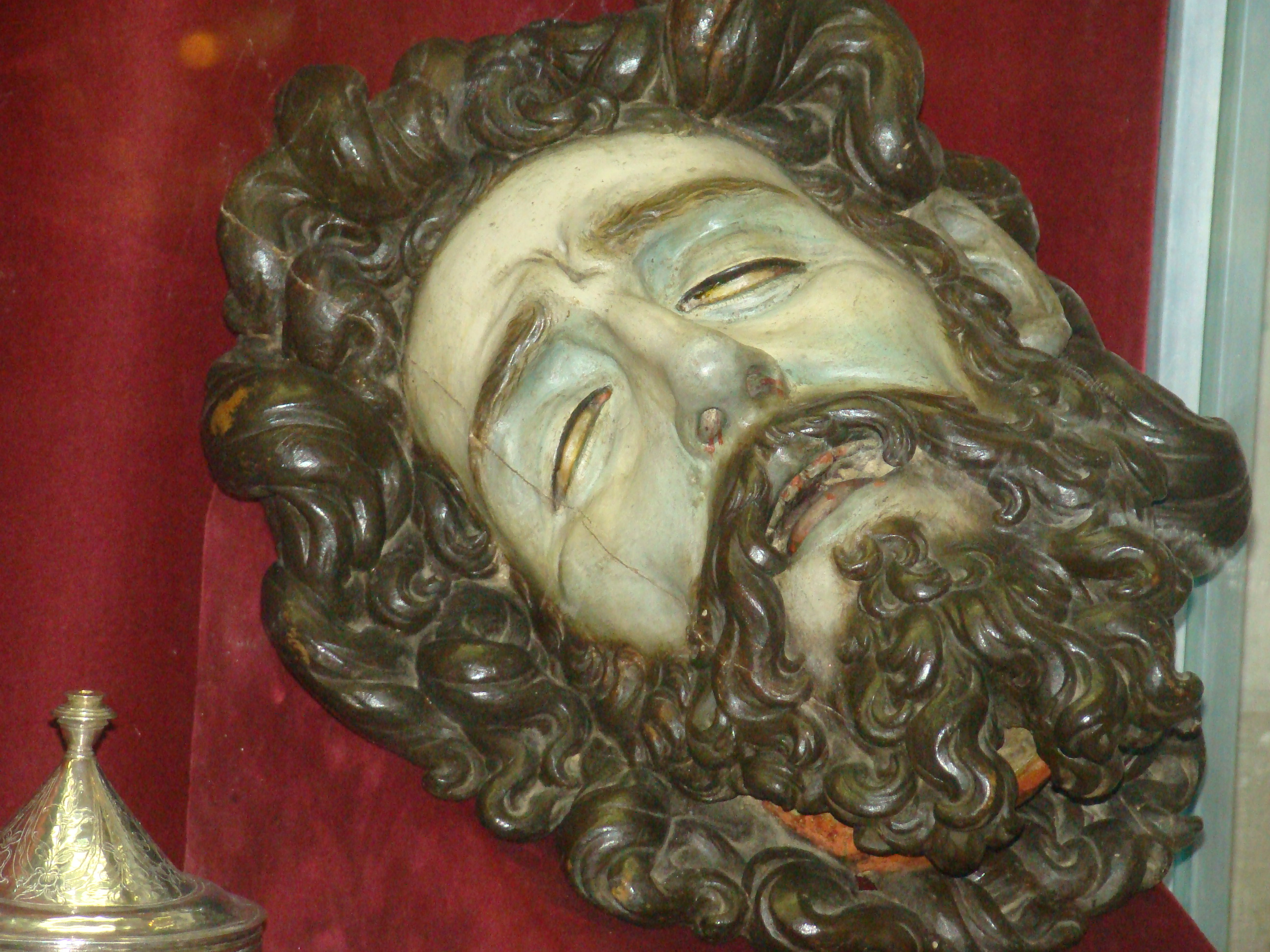
Cabeza de San Juan Bautista del escultor Juan de Juni (1506-1577), de la escuela castellana.

En 1660 el ensamblador vallisoletano Pablo de Freiría construyó el retablo mayor. Dos años más tarde la iglesia pagaba lo estipulado al pintor Pedro de Guillerón por los 18 lienzos hechos para el retablo dedicados a los doce Apóstoles, la Virgen y el Salvador. Tenía el retablo además la imagen ecuestre del titular San Martín. En época neoclásica se rehízo casi todo, conservando los lienzos que eran ya copia del pintor Hendrick Goltzius. 

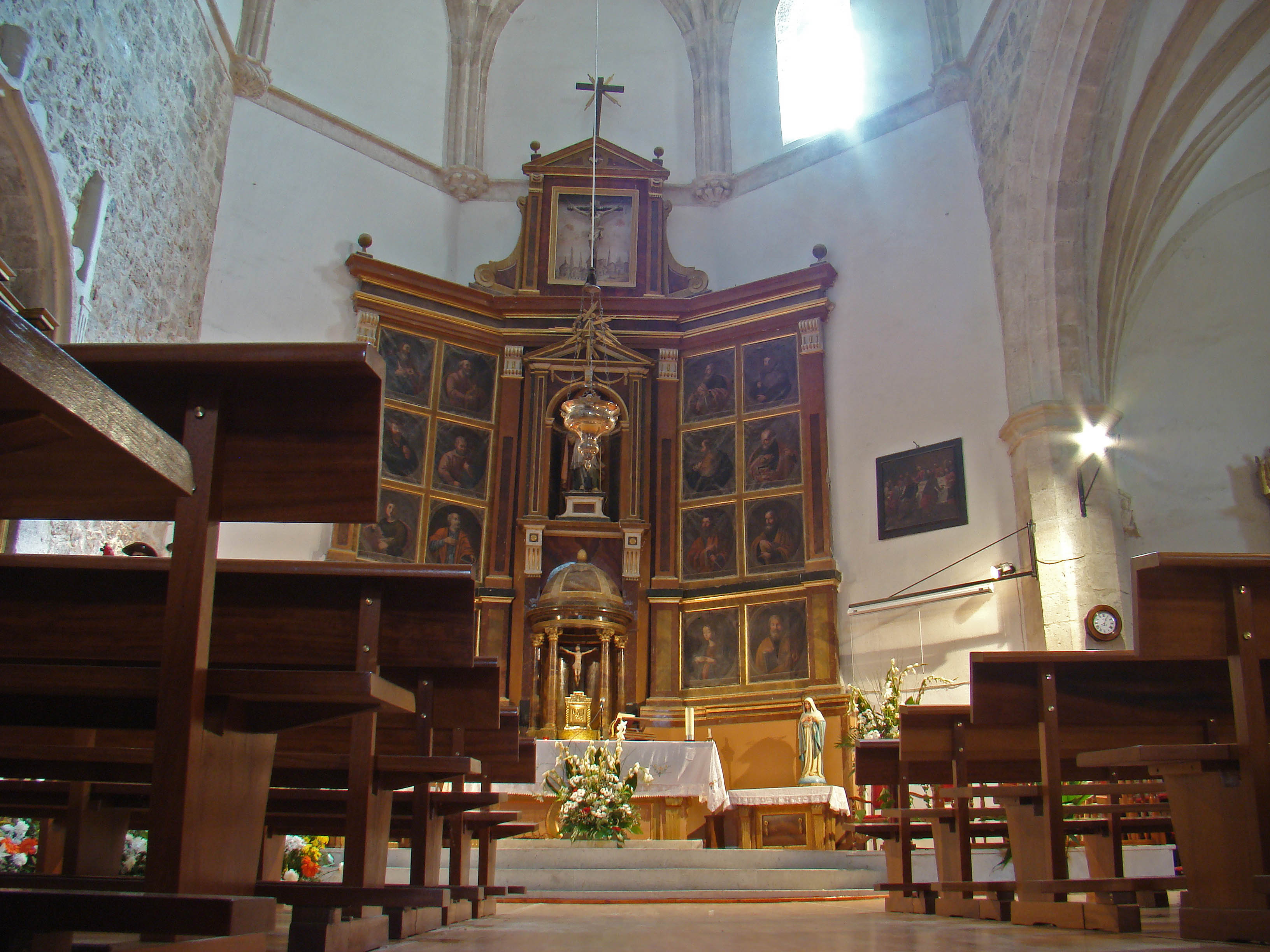
Retablo mayor.

Destacaba en su interior una cabeza de San Juan Bautista, atribuida a Juan de Juni, que fue donada a la iglesia a comienzos del siglo XX por don Bonifacio Oviedo, notario de Valladolid y natural de Aldeamayor. Probablemente procediera de la desamortización de algún convento. Actualmente forma parte de los fondos del Museo Diocesano y Catedralicio de Valladolid, y estuvo expuesta en la exposición de las Edades del Hombre. La mesita donde estaba depositada esta talla ha continuado ocupando el mismo lugar. En ocasiones muy especiales se trae la talla desde el museo y se expone en este sitio.

## Capilla de Santa Catalina
Fundó esta capilla en 1497 el bachiller Juan Fernández, cura del municipio y arcipreste de Fuentidueña; una inscripción con caracteres góticos recuerda este hecho en una de sus paredes.

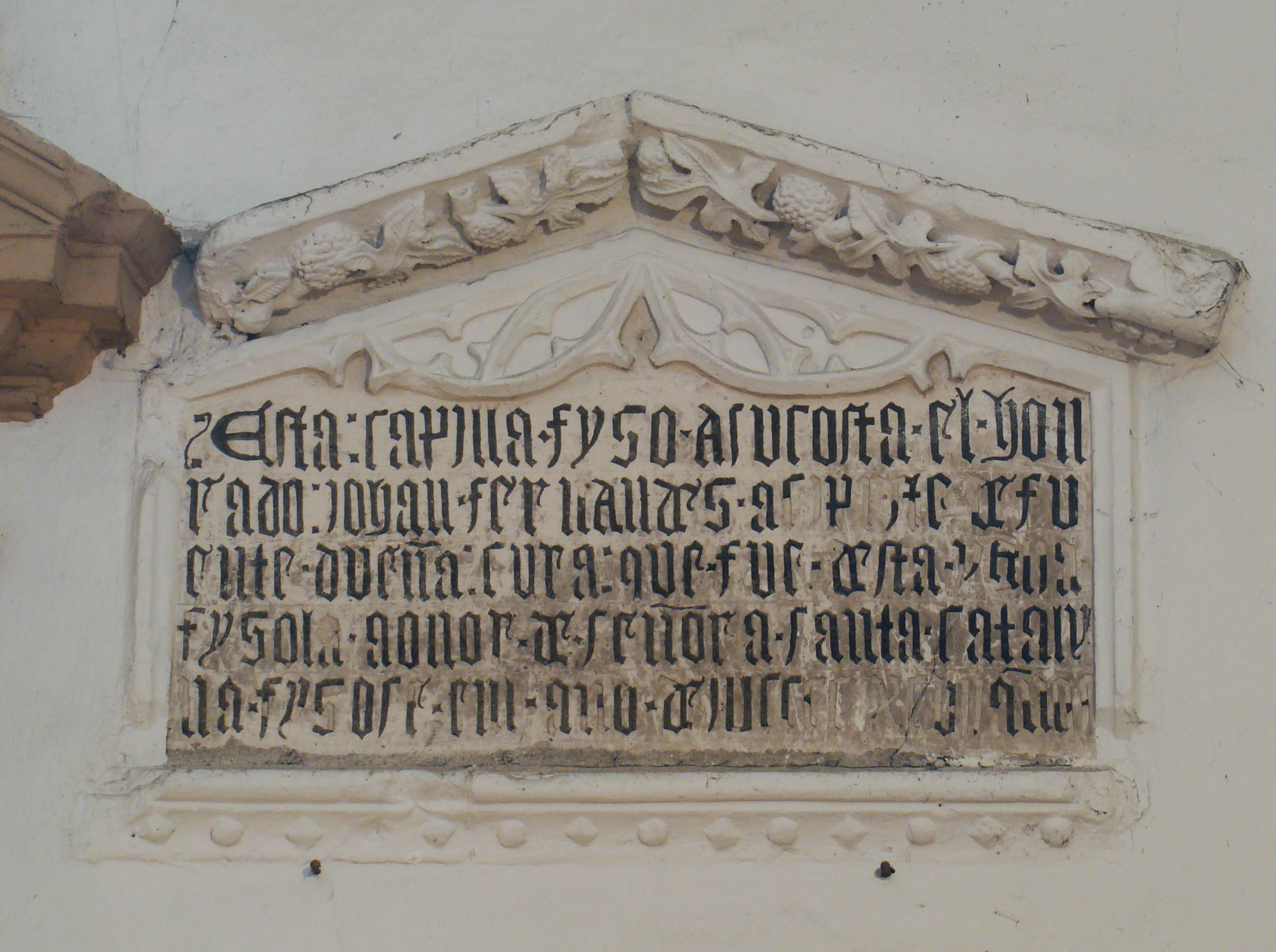
«Esta capilla fyso a su costa el honrado loan Fernandes arcipreste de Fuentedueña, cura que fue desta villa. Fysola a onor de Señora Santa Catalyna, Fysose en el año de MCCCCXCVII años».

Se halla cercana al presbiterio en el lado de la Epístola. Tiene un buen retablo de pintura (más una escultura en el centro) con temas dedicados a la santa titular. La pintura se debe al artista vallisoletano García Treviño y así consta en los libros de Fábrica donde se da noticia de los pagos consecutivos -desde 1589 a 1594- que se van haciendo al autor.

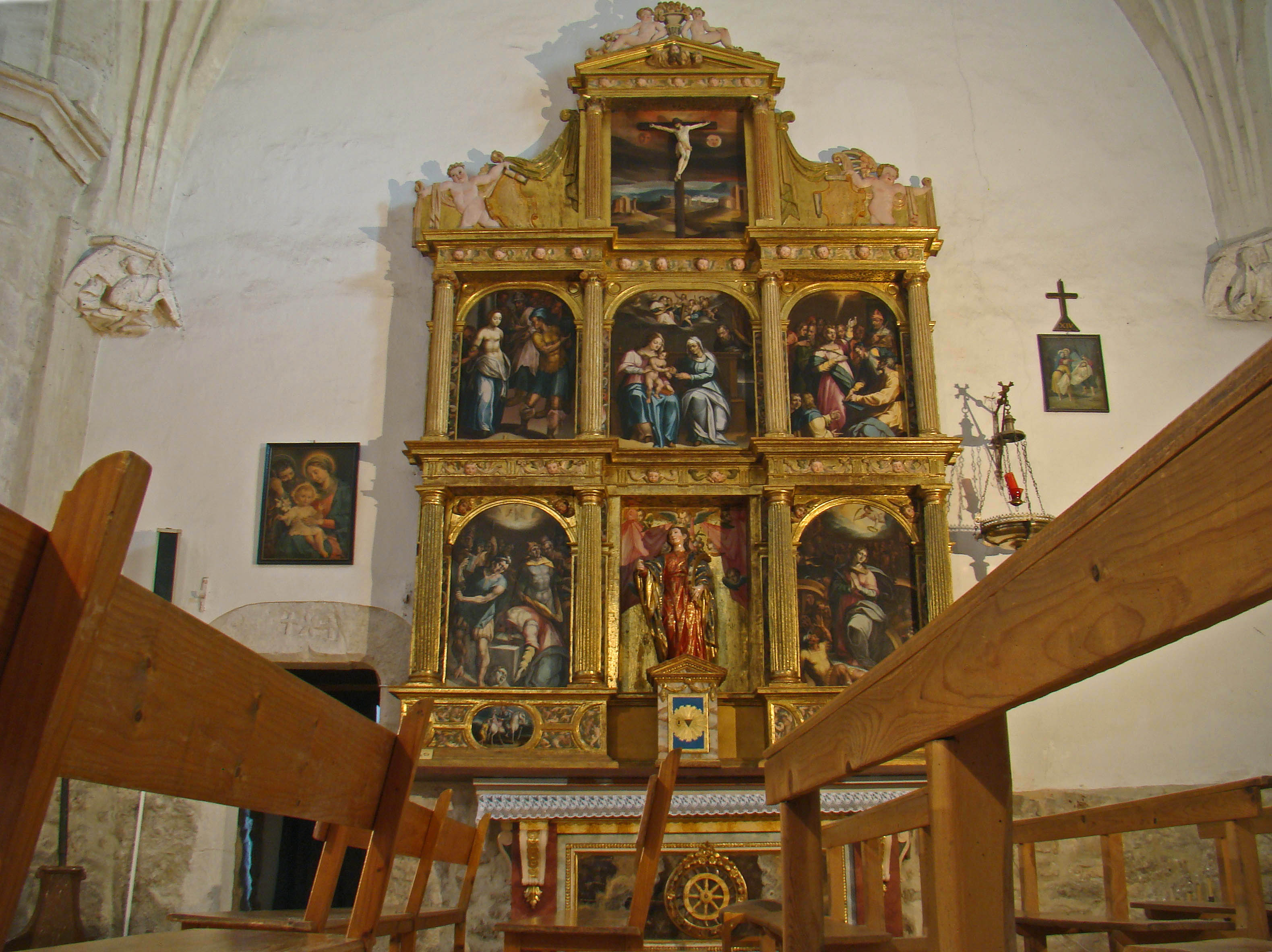
Retablo de Santa Catalina.

Consta de una pequeña predela, dos cuerpos y tres calles más ático. Tanto los dos cuerpos como el ático están separados por un friso adornado con triglifos y metopas en cada una de las cuales se ve la cabeza de un angelito. Las calles están separadas por columnas de órdenes superpuestos. En el primer cuerpo, en la hornacina central se encuentra la imagen-escultura de Santa Catalina con sus atributos: corona por ser de sangre real, rueda de su martirio y espada de su muerte. Los distintos episodios de la vida de la santa están representados en las cinco tablas del retablo: En el primer cuerpo el martirio y la degollación, en el segundo la flagelación, la adoración a la Virgen con Jesús y su encuentro y debate con los cincuenta sabios de Alejandría. En el ático se ve un cristo en el Calvario y a ambos lados la representación del sol y la luna, con un paisaje de Jerusalén como fondo.
En este mismo lado de la Epístola hay: otra capilla con un cristo crucificado del siglo XVI y una imagen de la Dolorosa que es una imagen de vestir del siglo XVIII; un retablo barroco de 1630; una escultura de San José con el Niño, del siglo XVIII; varios lienzos con temas de la Pasión, del siglo XVIII.

## Retablo de Nuestra Señora

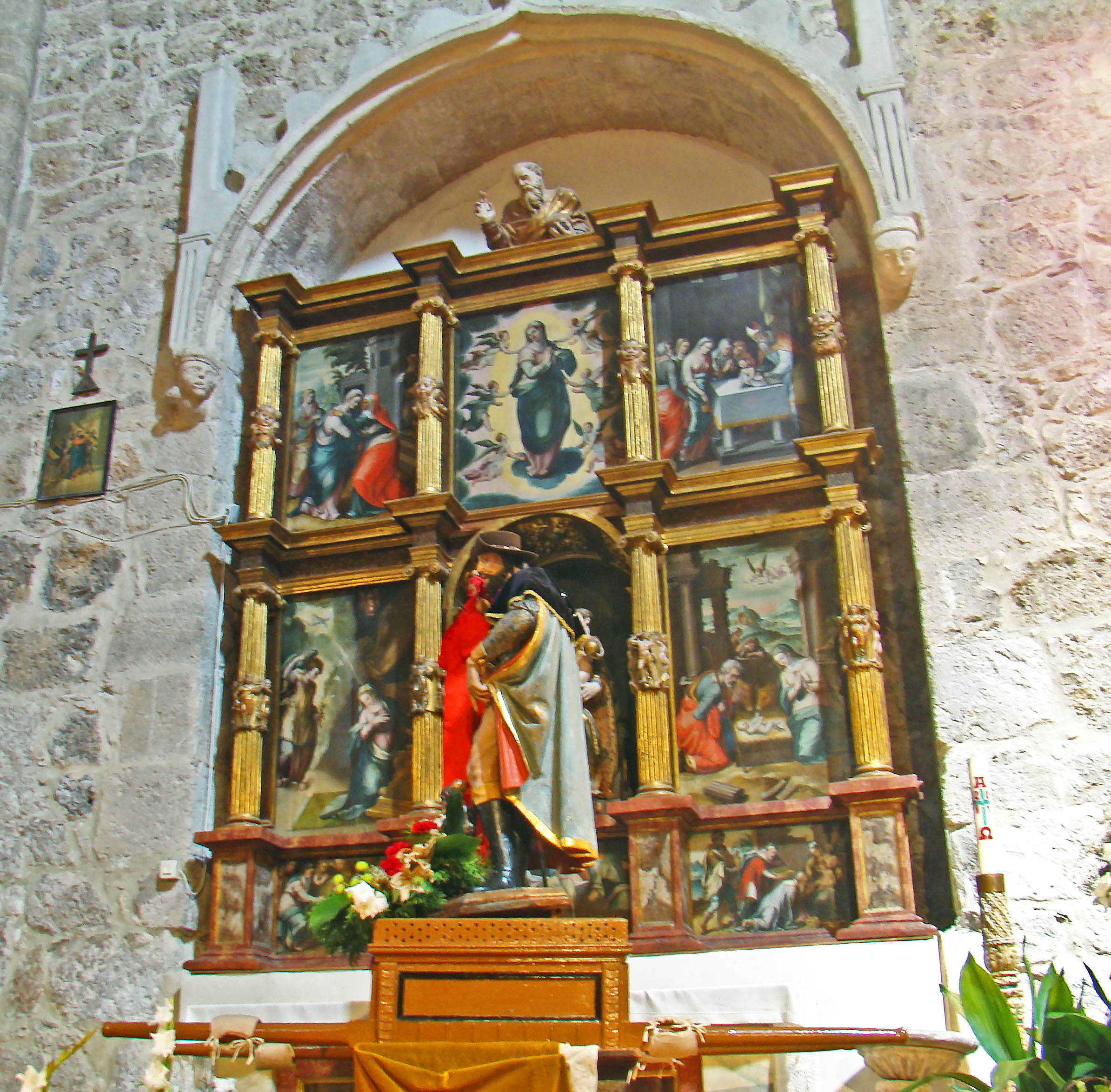
Retablo de Nuestra Señora.

Se halla en el lado del Evangelio. Es de estilo renacentista y consta de predela, dos cuerpos y tres calles divididas por columnas jónicas. Como imagen titular en el centro hay una escultura de la Virgen entronizada con el Niño. La tabla central del segundo cuerpo está dedicada a la Asunción de la Virgen. Las otras tablas presentas distintas escenas de la vida de Nuestra Señora. Este retablo tiene el interés artístico de que sus pinturas se deben al pintor Juan Tomás Celma, artista del que hasta el momento no se le conocía ninguna pintura documentada. Celma había trabajado especialmente como rejero.